# Mr. Fowler, brigadier chef
Mr. Fowler, brigadier chef (The Thin Blue Line) est une sitcom britannique en quatorze épisodes de 30 minutes, créée par Ben Elton et John Birkin et diffusée entre le 13 novembre 1995 et le 23 décembre 1996 sur BBC One.
En France, la série a été diffusée du 7 décembre 1996 au 20 février 2000 sur France 3.

## Synopsis
La série se déroule au commissariat de la ville imaginaire de Gasforth dans lequel a lieu une rivalité entre l'équipe en uniforme, menée par l'Inspecteur Fowler et les détectives de police judiciaire, menés par l'Inspecteur de police principal Derek Grim.

## Distribution
- Rowan Atkinson (VF : Gilles Laurent) : Raymond Fowler
- David Haig (VF : Philippe Catoire) : Derek Grim
- Serena Evans (VF : Josiane Pinson) : Patricia Dawkins
- James Dreyfus (VF : Cédric Dumond) : Kevin Goody
- Mina Anwar (VF : Laurence Sacquet) : Maggie Habib
- Kevin Allen (VF : Stéphane Bazin) : Robert Kray
- Lucy Robinson (VF : Catherine Davenier) : Cristabelle Wickham
- Rudolph Walker (en) : Frank Gladstone
- Mark Addy : D.C. Boyle (saison 2)

## Épisodes

### Première saison (1995)
1. Un cadeau royal (The Queen's Birthday Present)
2. Pompier bon œil (Fire & Terror)
3. L’Attrape nigaud (Honey Trap)
4. Bizutage (Rag Week)
5. Une nuit au poste (Night Shift)
6. Camp de jeunesse (Kids Today)
7. Noël au commissariat (Yuletide Spirit)

### Seconde saison (1996)
1. Défilé au tribunal (Court in the Act)
2. Le Dindon de la farce (Ism Ism Ism)
3. Les Flambeurs (Fly on the Wall)
4. Douches mixtes (Alternative Culture)
5. Atelier clandestin (Come on You Blues)
6. Fausse route (Road Rage)
7. Le Monstre (The Green Eyed Monster)

## Commentaire
La série, dont le titre original est The Tine Blue Line (en français La Fine Ligne Bleue), a été distribuée en France en exploitant l'immense succès de Mr. Bean. Ainsi, elle fût nommée Mr. Fowler, brigadier chef, bien qu'elle n'ait aucun rapport avec Mr. Bean.